# Corticaria hierroensis
Corticaria hierroensis is een keversoort uit de familie schimmelkevers (Latridiidae). De wetenschappelijke naam van de soort werd in 1985 gepubliceerd door Johnson.